# No tienes derecho a juzgarme
No tienes derecho a juzgarme é uma telenovela mexicana, produzida pela Televisa e exibida pelo El Canal de las Estrellas entre 1 de fevereiro e 14 de junho de 1979.
Foi uma mini telenovela semanal exibida nas quintas feiras às 17:30.

## Elenco
- Enrique Rocha
- Alberto Inzúa
- Mary Montiel